# Yaza
Yaza fue un antiguo asentamiento español de la época de la Colonia en Zamora Chinchipe, Ecuador. Se cree que fue fundado cerca de la parroquia Palanda, pero hasta ahora no se ha podido encontrar su ubicación exacta. 
La única evidencia de esta ciudad es una campana que se encuentra en la iglesia parroquial de Palanda.
- Datos: Q6169876